# HD 199661
HD 199661，又名BD+56 2515，SAO 33005、HR 8029，是一颗恒星，视星等为6.23，位于銀經94.82，銀緯7.47，其B1900.0坐标为赤經20h 53m 36.5s，赤緯+56° 7.47′ 9″。